# Antonio Landolfi
Antonio Landolfi (Napoli, 4 novembre 1930 – Roma, 26 febbraio 2011) è stato un politico e saggista italiano.

## Biografia
Partecipò giovanissimo alla Liberazione, come staffetta partigiana a Roma occupata dai tedeschi. Si iscrive quindi al Partito Comunista Italiano per uscirne alcuni anni dopo per aderire al Partito Socialista Italiano e schierarsi attivamente con le correnti autonomiste del socialismo italiano fino a contribuire alla svolta del Midas accanto a Giacomo Mancini.
Autore di molti saggi storici e politici tra cui Il socialismo italiano del 1978, molto apprezzato dalla critica, poi "Storia del PSI" del 1990 e "Il socialismo meridionale” nel 1992. Membro della direzione e successivamente della segreteria negli anni settanta, è stato eletto senatore della Repubblica nell'ottava legislatura. Intellettuale e professore universitario dirige anche la rivista teorica del partito Mondoperaio per alcuni anni. 
Nel 1979 viene eletto senatore della Repubblica nel collegio di Sora-Cassino. Ha collaborato con l’Avanti!, Critica Sociale e Mondo Operaio.
Landolfi, socialista democratico  di stampo europeo, storico e docente universitario, giornalista, è stato fondatore e direttore responsabile  dell'Agenzia Fuoritutto. Impegnato in ambito dei diritti civili, fu lui insieme a Pannella e Fortuna a battersi per l'introduzione del divorzio. Stretto collaboratore del leader socialista Giacomo Mancini  di cui ha scritto un saggio, ne ha diretto la omonima Fondazione.